# Mick Karn
Mick Karn, född Andonis Michaelides den 24 juli 1958 i Nicosia på Cypern, död 4 januari 2011 i London, var en brittisk musiker.
Mick Karn bildade 1974 New-Wave bandet  Japan tillsammans med David Sylvian, Steve Jansen, Richard Barbieri och Rob Dean.
Han blev mycket uppmärksammad för sitt sätt att spela bas, men spelade även basklarinett, saxofon och andra blåsinstrument samt keyboards. Han använde bland annat en traditionell kinesisk Suona på Japanalbumet Tin Drum (1981). De orientaliska influenserna som märks redan i Japans musik är tydliga på hans soloskivor. Han berättar i sin biografi Japan & Self Existence att hans intresse för asiatisk musik väcktes under barndomen när hans mamma i smyg lyssnade på den på radion.
Efter Japan inledde han en solokarriär och har vid sidan av denna samarbetat med en lång rad andra artister som Kate Bush, Bill Nelson, Gary Numan och Midge Ure. 1982 medverkade han på den svenska gruppen Lustans Lakejers album En Plats i Solen med saxofonspel i tre låtar. Han medverkade också i gruppen Isildur Banes Expo år 2006 och 2008, tillsammans med musiker som Pat Mastelotto och Janne Schaffer.
År 1984 bildade han Dalis Car med Peter Murphy från gruppen Bauhaus och gav ut albumet The Waking Hour.
År 1991 återförenades Karn med Sylvian, Jansen och Barbieri som Rain Tree Crow. De gav ut ett album, men efter en kontrovers gick de åter skilda vägar. Karn fortsatte tillsammans med Jansen och Barbieri i konstellationen Jansen Barbieri Karn, ibland förkortat JBK, som gav ut två album och en EP. År 1987 medverkade han på gitarristen David Torns plattor "Cloud about Mercy" och "Door X" (1990). År 1994 spelade han in "Polytown" med Terry Bozzio och David Torn. Han arbetade sedan med en rad musiker och bandkonstellationer som Paul Wong, Masami Thsuchiya, The d.e.p, Yoshihiro Hanno med flera.
År 2010 skrev och spelade han in nytt material tillsammans med Peter Murphy. Detta gavs ut under titeln InGladAloneness år 2012.  
Mick Karn avled i januari 2011, ett halvår efter att han på sin hemsida gått ut med att han hade cancer.   

## Diskografi

### Album
- Titles (Virgin, 1982) – UK #74
- The Waking Hour (Dalis Car, Beggars Banquet, 1984) - UK #84
- Dreams of Reason Produce Monsters (Virgin, 1987) – UK #89
- Bestial Cluster (CMP, 1993)
- Polytown (CMP, 1994) – David Torn, Mick Karn & Terry Bozzio)
- The Tooth Mother (CMP, 1995)
- Seed [EP] (Jansen-Barbieri-Karn, Medium UK, 1997)
- Beginning to Melt (Jansen-Barbieri-Karn, Medium UK, 1997)
- Liquid Glass (med Yoshihiro Hanno) (Medium, 1998)
- -ism (Jansen-Barbieri-Karn, Medium UK, 2000)
- Each Eye a Path (Medium, 2001)
- Each Path a Remix (Medium, 2003)
- More Better Different (Invisible Hands Music, 2004)
- Love's Glove EP (MK, 2005)
- Three Part Species (MK, 2006)
- Selected (MK, 2007)
- The Concrete Twin (MK, 2009)
- Endless (Fjieri, med Barbieri-Harrison-Bowness, Forward Music Italy, 2009)

### Singlar
- "Sensitive" (Virgin, 1982) – UK #98
- "After a Fashion" (1983) – with Midge Ure, UK #39
- "Buoy" (Virgin, 1987) – Mick Karn feat David Sylvian, UK #63
- "Of & About" (MK, 2006)

## Bok
Japan & Self Existence publisher: MK Music,(2009). Biography, omfattar hans liv från 1958 till 2006.